# Карчагол
Карчагол — посёлок в Новокузнецком районе Кемеровской области. Входит в состав Сосновского сельского поселения.

## География
Центральная часть населённого пункта расположена на высоте 288 метров над уровнем моря.

## Население
По данным Всероссийской переписи населения 2010 года, в посёлке Карчагол проживает 35 человек (15 мужчин, 20 женщин).